# Marie Clauer
Marie Clauer, geborene Marie de Bruin (auch Klauer; * 1816 in München; † 2. August 1840 ebenda) war eine deutsche Theaterschauspielerin.

## Leben
Clauer, die ursprünglich Lehrerin werden wollte und sich auch darin ausbilden ließ, wurde von Sophie Schröder überredet, sich dem Schauspielberuf zu widmen. Gegen den Willen ihres Vaters gab sie den Lehrerberuf auf und macht ernste Vorbereitungen für ihre neue Laufbahn.
Am 11. September 1833 debütierte sie als „Hedwig“ in Theodor Körners Schauspiel. Der Versuch gelang. Sie gefiel dem Publikum und wurde von dem Dichter Eduard von Schenk, der die jugendliche Künstlerin mit Rat und Tat in ihren Bestrebungen unterstützt, wesentlich gefördert. Die Lehren der großen Tragödin Schröder wirkten sichtlich und sie machte immer größere Fortschritte. 1835 verließ sie Regensburg, um für einige Monate in Koblenz zu spielen, wurde dann Mitglied der Theater in Köln, Aachen, Hamburg und Schwerin, wo sie zur besonderen Zufriedenheit des Hofes und des Publikums wirkte.
Unterdessen hatte sich die Künstlerin verheiratet mit dem Rentier Arthur Clauer aus Aachen, mit dem sie eine überaus glückliche Ehe führte. Seit ihrem Engagement in Mecklenburg-Schwerin ging die Künstlerin keine dauernden Verpflichtungen mehr ein, sondern gastierte in Hamburg, Leipzig, Dresden, München, Berlin, überall nach Gebühr gewürdigt.
Bei ihrem Aufenthalt in ihrer Vaterstadt wurde sie von einer Krankheit, der sie anfangs kein besonderes Gewicht beilegte, befallen und starb daselbst am 2. August 1840.
Clauers Talent befähigte sie vorzüglich zu tragischen Charakteren und sie leistete sowohl als „Maria Stuart“, „Griseldis“, „Gretchen“ und „Klärchen“ wie auch als „Louise“ und „Käthchen“ Vortreffliches. Auch im Lustspiel wirkte sie bemerkenswert und blieb der „Pariser Taugenichts“ ihre Lieblingsrolle.